# کاملاً تحت نظر (ترانه)
«کاملاً تحت نظر» (به انگلیسی: Hunting High and Low) تک‌آهنگی از استراتوواریوس است که در سال ۲۰۰۰ میلادی منتشر شد.